# Provo (mouvement)
Pour les articles homonymes, voir Provo.
Le mouvement Provo est un groupe contestataire et libertaire ayant « animé » la vie politico-sociale des Pays-Bas dans les années 1965-1970 : se réclamant écologique, antimonarchiste et anti-impérialiste.
« Provo représenta bel et bien l'idéal d'un collectivisme utopique, libertaire et pacifiste et fut, jusqu'à un certain degré, un exemple pour une culture alternative ».

## Étymologie et idéologie
Pour l'historien Patrick Rotman : « Le terme « provo » vient de « provocateurs » : il s’agit d’un mouvement politique qui secouera la société hollandaise bien policée au milieu des années 1960. 
Amsterdam est le théâtre de violents affrontements en 1965-1966. Les Provos représentent une forme de contre-culture, de contestation globale, voire de rejet de la société. Toutefois, il concernait une faction minoritaire, marginale, l’ensemble de la société néerlandaise et, plus largement, de la jeunesse européenne n’étant pas concerné. ».
Le nom du mouvement est issu d'un renversement de sens : l'universitaire hollandais Wouter Buikhuisen (nl), dans sa thèse Achtergronden bij nozemgedrag en 1965, pour parler des jeunes marginaux néerlandais, avait proposé le terme provo (le mot le plus employé par la population étant nozem).
Le mouvement se réclame de l'anarchisme et du mouvement CoBrA, par l'intermédiaire du peintre Constant Nieuwenhuijs.
Loin du schéma de la lutte des classes, selon Provo, un premier groupe est formé du peuple-consommateur, et un deuxième porte en lui les germes de la révolte: le provotariat, étudiants, artistes, beatniks, marginaux. 
« Les provos prêchent le rejet des disciplines et des hiérarchies de la société industrielle, de l'Est comme de l'Ouest, au profit d'une société dite "ludique", où les virtualités créatrices de chacun pourraient s'exercer dans une sorte de révolution permanente dans le jeu, qui reléguerait au second plan les cloisonnements imposés par la division du travail. »

### Moyens d'action

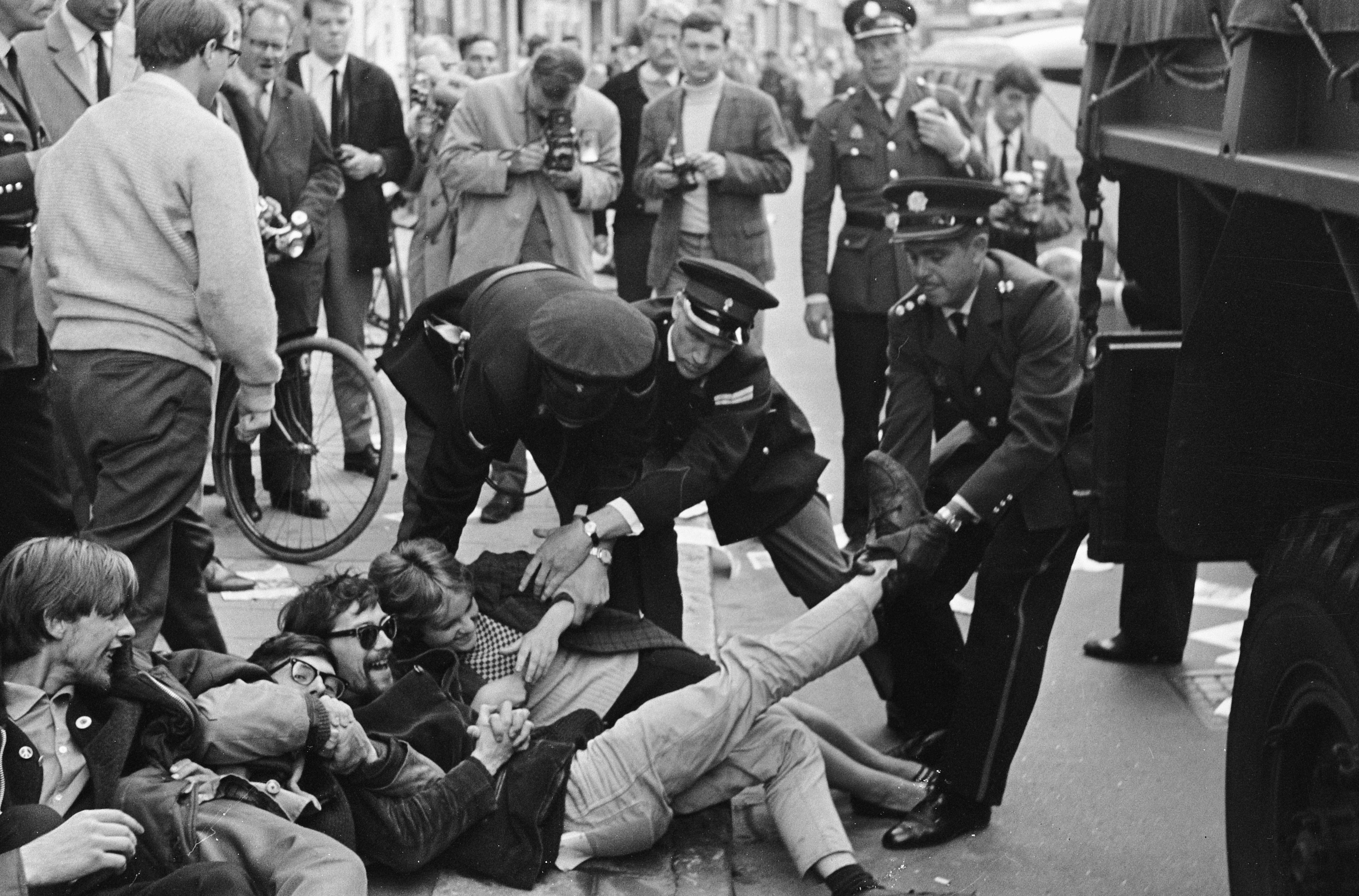
En 1966, à Amsterdam, une manifestation contre la guerre du Vietnam.

Non-violent, pacifiste, écologiste avant la lettre, le mouvement provo a manifesté un refus des partis et des pouvoirs de toutes sortes ; d’un esprit libertaire ludique, il a beaucoup utilisé le détournement de l’image et était passé maître dans l’art du happening
Le mouvement recours à l'image et aux médias, selon l'adage : « Provo est une image » et la méthode du Cycle provocation-répression-mobilisation. Provoquer et mystifier n'ont qu'un seul but : éveiller la conscience des gens.
Les graffitis, les tracts, les happenings sont les moyens privilégiés pour diffuser les idées.

## Historique
Les Pays-Bas sont en pleine mutation dans les années 1963-65 : comme d'autres pays ils connaissent une croissance économique sans précédent, les jeunes issus du baby-boom arrivent à l'âge adulte. Depuis 1963 les jeunes ont accès à la pilule contraceptive et les mouvements  militants et contre-culturels sont nombreux.

### Un réseau informel né en mars 1965
Provo, en mars 1965 à Amsterdam, refuse l'organisation pyramidale et se constitue en réseau informel anti-autoritaire. Au départ, pas plus d'une dizaine de jeunes, étudiants et travailleurs, dont Roel van Duijn (nl), un militant antifasciste et antistalinien, Rudolf de Jong, un anarchiste déjà connu aux Pays-Bas, Marteen Lindt, âgé d’à peine 18 ans et futur théoricien du New Amsterdam, Hans Tuynman, un beatnik qui a visité l’Europe en stop, et d’autres.
Si le mouvement est d'abord amstellodamois, dès 1966 il essaime dans une vingtaine de villes tant aux Pays-Bas qu'en Belgique : cela représente une centaine de personnes qui se reconnaissent dans le mouvement. Les lecteurs des publications provos sont plus nombreux : environ 35 000 en 1966, 90 000 en 1967.

### Mariage royal et guerre du Vietnam
Les thèmes abordés sont la guerre du Viêt Nam, la lutte du Tiers-Monde, la liberté sexuelle, ou encore la monarchie néerlandaise, visée par les bombes fumigènes sur le cortège nuptial de la princesse Béatrix et de Claus von Amsberg le 10 mars 1966.

### Institutionnalisation en 1966
Le mouvement s'institutionnalise dès l'été 1966: aux élections municipales d'Amsterdam de juin 1966 les Provos obtiennent un siège au conseil municipal, occupé par Bernhard de Vries.). Des milliers de jeunes font le voyage  à Amsterdam, une  agence de tourisme qui propose de rencontrer les provos. En mai 1967, le mouvement se dissout après un gigantesque happening dans le Vondelpark d'Amsterdam.
Le mouvement provo a inspiré à la fois la contre-culture européenne et américaine et le courant militant de Mai 68, des  étudiants de Milan et de Prague »

## Vélos blancs et cheminées blanches
Le projet vélo blanc naît dans le but de supprimer la circulation automobile et, par conséquent les embouteillages (la pollution atmosphérique est encore un sujet mineur dans les années 1960). Les provos proposent aux habitants d'Amsterdam de peindre leur vélo en blanc, leur donnant rendez-vous dans un parc tous les samedis à minuit. Les vélos sont ensuite laissés en libre-service pour la population mais le projet est un échec car les vélos dépourvus d'antivols disparaissent rapidement. De plus, la police les juge illégaux justement à cause de ce défaut d'antivols.
Provo agit aussi sur le thème de la cheminée blanche, repeinte pour montrer qu'on veut contrer la spéculation. Ce blanc se retrouve dans les vêtements des militants ; ceux-ci accolant à cette couleur l'idée de non-violence. C'est bien un renouvellement de la politique et Provo parle de pol art.

## Critique
L'Internationale situationniste considère le mouvement Provo en ces termes : "Dès la formation de leur organisation, les deux tendances sont restées distinctes ; la masse sans théorie s'est trouvée d'emblée sous la tutelle d'une mince couche de dirigeants suspects qui essaient de maintenir leur "pouvoir" par la sécrétion d'une idéologie provotarienne."

## Personnalités liées au mouvement
- Rob Stolk, parmi les fondateurs[12].

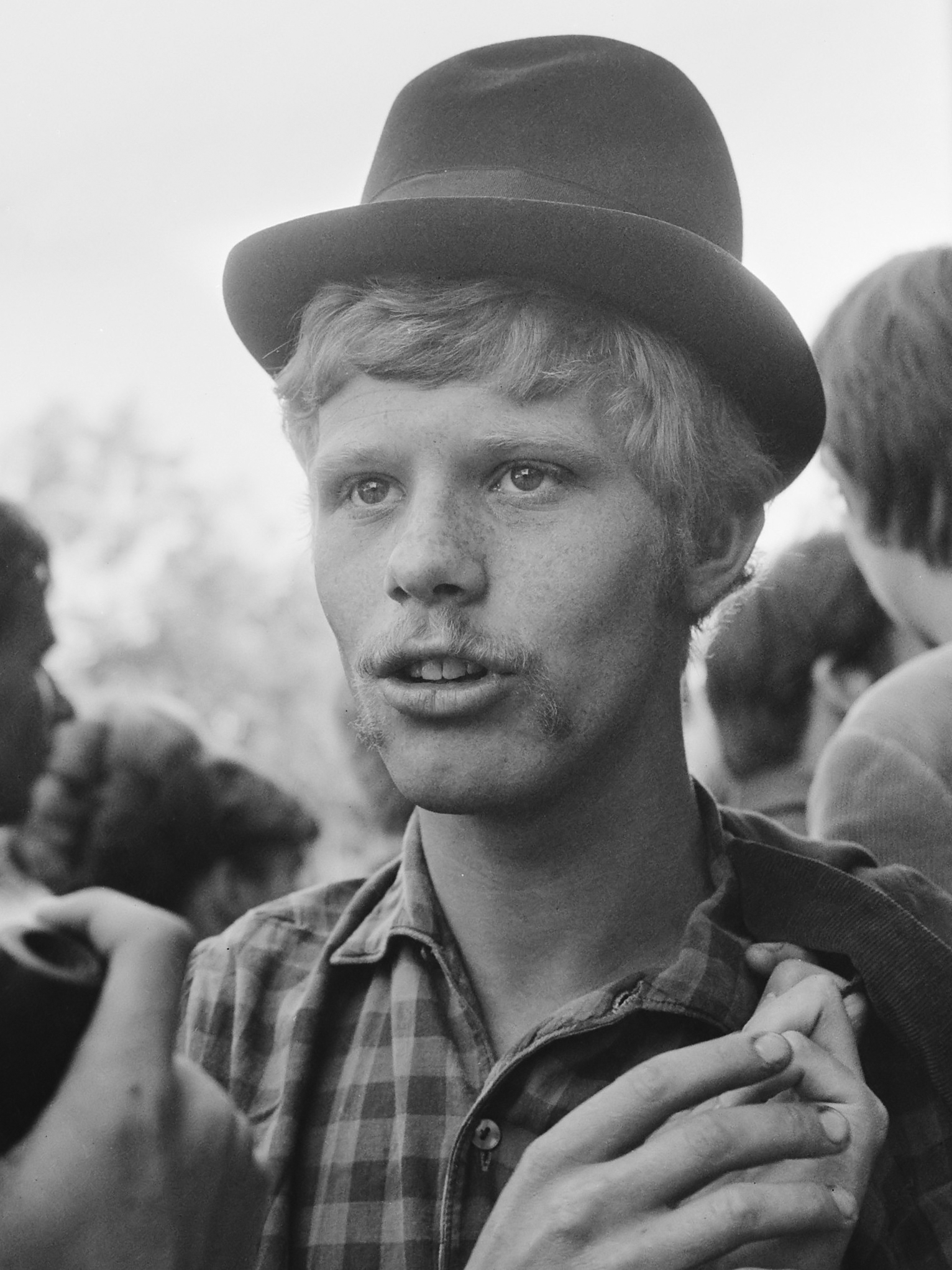
Rob Stolk en 1965.

- Bernhard Willem Holtrop, né en 1941, plus connu sous le nom de Willem, dessinateur et journaliste ayant collaboré à Hara-Kiri et Charlie Hebdo[13].
- Robert Jasper Grootveld, né en 1932 à Amsterdam, est un artiste néerlandais qui se fait principalement connaître pour ses happenings sur le Spui d'Amsterdam.
- Cor Jaring, photographe du mouvement.
- Roel van Duijn (nl).

## Rayonnement international
En Italie, des revues et groupes contre-culturels s'inspirent de l'expérience néerlandaise, tels Mondo Beat et Onda Verde à Milan ou Gruppo Provo Roma à Rome. Ils s’intéressent notamment à la « méthodologie provocatrice » ou « metodi di provocazione ironica » et se manifestent au travers de happenings contre la guerre du Vietnam ou d'actions ludiques dirigées contre les visites de chefs d’État de pays occidentaux.

### Travaux universitaires
- Tjebbe Van Tijen, Les Provos, Les années 68 : événements, cultures politiques et modes de vie, Lettre d’information n°13, UMR IRICE, Université Paris-1 Panthéon-Sorbonne, 26 février 1996, texte intégral.

- Nicolas Pas, Images d'une révolte ludique. Le mouvement néerlandais Provo en France dans les années soixante, Revue historique, 2/2005, n°634, pp. 343-373, texte intégral.

- Joyce Kuijf, Mai 68 : une exception française? Une étude comparative des révoltes de la jeunesse française et néerlandaise, Mémoire de bachelor, s/d de M.C. Foux, archive.library.uu.nl, 23 août 2012, texte intégral.

## Audiovisuel

### Télévision
- Des jeunes anarchistes à Amsterdam, Radio-télévision belge de la Communauté française, Sonuma, 22 février 1966, voir en ligne.